# Литвинов, Владимир Григорьевич (Герой Советского Союза)
Владимир Григорьевич Литвинов (1919—1944) — гвардии капитан Рабоче-крестьянской Красной Армии, участник Великой Отечественной войны, Герой Советского Союза (1944).

## Биография
Родился 24 ноября 1919 года в городе Чугуеве (ныне — Харьковская область Украины). Окончил десять классов школы. В октябре 1937 года Литвинов был призван на службу в Рабоче-крестьянскую Красную Армию. В 1939 году окончил Харьковское танковое училище. С июня 1941 года — на фронтах Великой Отечественной войны. В боях три раза был ранен.
К январю 1944 года гвардии капитан Владимир Литвинов командовал танковой ротой 7-й гвардейской танковой бригады 8-й армии Волховского фронта. Отличился во время освобождения Новгородской области. 22 января 1944 года рота Литвинова участвовала в освобождении села Кшентицы. Литвинов на своём танке одним из первых ворвался в село и вёл огонь по засевшему в каждом доме села противнику. В том бою рота уничтожила 6 артиллерийских орудий, 10 автомашин, 4 тягача, несколько десятков солдат и офицеров противника, разгромила немецкий обоз. В ходе дальнейшего наступления рота Литвинова разгромила штаб 28-го пехотного полка вермахта, захватив большое количество боевой техники и снаряжения. В том бою танк Литвинова был подбит, сам капитан получил тяжёлое ранение, но продолжал руководить действиями своей роты, пока не умер. Похоронен в Новгороде в братской могиле у мемориала Вечный огонь Новгородского кремля.
Указом Президиума Верховного Совета СССР от 26 августа 1944 года за «образцовое выполнение боевых заданий командования на фронте борьбы с немецкими захватчиками и проявленные при этом мужество и героизм» гвардии капитан Владимир Литвинов посмертно был удостоен высокого звания Героя Советского Союза. Также был награждён орденом Ленина и рядом медалей.
В честь Литвинова названы улицы в Чугуеве ,Великом Новгородеи Нижнем Новгороде.